# Clevelândia

Localisation de Clevelândia

Clevelândia est une ville brésilienne du sud de l'État du Paraná.
Sa population était estimée à 18 546 habitants en 2006. La municipalité s'étend sur 705 km².

## Maires
| Période | Période | Identité            | Étiquette | Qualité |
| ------- | ------- | ------------------- | --------- | ------- |
| 2009    | 2012    | Ademir José Gueller | PR        |         |

## Villes voisines
Clevelândia est voisine des municipalités (municípios) suivantes :
- Mariópolis
- Pato Branco
- Honório Serpa
- Mangueirinha
- Coronel Domingos Soares
- Palmas
- Abelardo Luz dans l'État de Santa Catarina
- São Domingos dans l'État de Santa Catarina